# Castello di Reuland
Il castello di Reuland è una fortificazione alto medievale situata su una collina che sovrasta Reuland, nel comune belga di Burg-Reuland, nella Comunità germanofona del Belgio, a poca distanza dal confine con la Germania. Fu edificato probabilmente dopo il 1148 dai nobili von Reuland, ma gli scavi archeologici hanno dimostrato che l'area ove sorge il castello era già abitata nel X secolo.
Nel 1322 il castello fu venduto al re di Boemia Giovanni di Lussemburgo. Il 24 maggio 1348 il re Venceslao di Lussemburgo designò Edmund von Engelsdorf ciambellano della casa del Lussemburgo e gli donò come feudo il castello di Reuland e i vicini villaggi di Oberbesslang e Niederbesslang.
Nel XIII secolo fu eretto un nuovo muro difensivo circondato da fossati, di cui oggi è ancora visibile una torre nell'angolo di nordovest, mentre il muro fu ricostruito nel XIV secolo, quando fu eretto il battifredo.
Nel 1444 il castello fu occupato dai signori di Pallandt, che nel XV secolo innalzarono delle torrette a base circolare. Dalla seconda metà del XVI secolo la fortificazione divenne una residenza.
Ottilia von Pallandt-Reuland, ultimo discendente della nobile casata, morì nel 1666 e il suo ultimo erede spirò nel 1736. Nel 1794 il castello fu distrutto dalle truppe della Prima Repubblica francese.
Nel 1830 la fortezza fu venduto per essere demolito e divenne proprietà della famiglia Mayeres di Reuland, per poi essere ceduto al comune di Burg-Reuland.
Nel 1923 i terreni furono acquistati dallo stato belga per la realizzazione di una base di difesa aerea mai realizzata e nel 1986 l'edificio fu posto sotto tutela per essere gradualmente ristrutturato a partire dal 1988.